# May Alix
Liza Mae „May“ Alix (* 31. August 1902 in Chicago; † 1. November 1983) war eine amerikanische Nachtclub- und Bluessängerin.

## Werdegang
Alix trat bereits als Jugendliche in Chicago mit der Band von Jimmie Noone auf. Dann arbeitete sie bei Carroll Dickerson und mit Vaudeville-Repertoire als Duo mit Ollie Powers im Dreamland Cabaret. 1926 nahm sie mit Louis Armstrong and His Hot Five für Okeh Records auf; der gemeinsame Titel Big Butter and Egg Man war ein Erfolg in den Charts. 
1929/1930 folgen Aufnahmen mit Jimmie Noone für Vocalion Records, darunter Ain’t Misbehavin’, My Daddy Rocks Me sowie Birmingham Bertha/Am I Blue?. Nach einer Europatournee trat Alix in den frühen 1930er Jahren in Connie's Inn Revue im Harlem Opera House auf, bevor sie nach Chicago zurückkehrte, wo sie im Panama Club und im It Club auftrat. Angeblich konnte sie nicht gut singen und wurde vor allem wegen ihres akrobatischen Tanzes engagiert. Die mit ihr befreundete Alberta Hunter sang ebenso wie Edmonia Henderson einige Aufnahmen, die unter dem Namen von May Alix veröffentlicht wurden.  Nach einem weiteren Engagement im New Yorker Mimo Club musste sie 1941 aus gesundheitlichen Gründen aufgeben.